# Cyanopepla alonzo
Cyanopepla alonzo är en fjärilsart som beskrevs av Butler 1876. Cyanopepla alonzo ingår i släktet Cyanopepla och familjen björnspinnare. Inga underarter finns listade i Catalogue of Life.